# صعف
صَعْف أو كوكو أرقط  أو كلاماتور (الاسم العلمي:  Clamator) (بالإنجليزية: Spotted Cuckoo)‏، هو جنس من الطيور ينتمي إلى وقواق (فصيلة: Cuculidae) .

## الانواع
- وقواق مرقط كبير ، Clamator glandarius
- وقواق راهب ، Clamator jacobinus
- وقواق ليفلندي ،Clamator levaillantii
- وقواق كستنائي الجناحين ، Clamator coromandus